# Kirs
Kirs (en russe : Кирс) est une ville de l'oblast de Kirov, en Russie. Elle compte 10 080 habitants en 2013.

## Géographie
Kirs est arrosée par la rivière Kirs et se trouve près de son point de confluence avec la Viatka, à 170 km au nord-est de Kirov et à 959 km au nord-est de Moscou.

## Histoire
Kirs est fondée près d'une forge construite en 1729. En 1862, l'usine sidérurgique est rééquipée pour produire des aciers marchands. Kirs accède au statut de commune urbaine en 1938 et à celui de ville en 1965.

## Population
Recensements (*) ou estimations de la population
| 1926* | 1939* | 1959*  | 1970*  | 1979*  |
| ----- | ----- | ------ | ------ | ------ |
| 3 888 | 6 600 | 10 859 | 14 169 | 14 387 |

| 1989*  | 2002*  | 2010*  | 2012   | 2013   |
| ------ | ------ | ------ | ------ | ------ |
| 14 200 | 11 786 | 10 420 | 10 263 | 10 080 |

## Économie
La principale entreprise de Kirs est Kirskabel, du groupe SUAL, qui fabrique des câbles électriques (ОАО "Кирсинский кабельный завод" )